# Neža Maurer
Neža Maurer Škofič, slovenska slavistka, pesnica, pisateljica, novinarka, publicistka, urednica in pedagoginja, * 22. december 1930, Podvin pri Polzeli, † 20. april 2025, Preddvor.

## Življenje
Na Polzeli je obiskovala slovensko (1937–41) in med drugo svetovno vojno nemško osnovno šolo (1941–1944). Po koncu vojne je obiskovala srednjo šolo v Celju in Žalcu ter učiteljišče v Ljubljani. Poučevala je v Črnem Vrhu nad Idrijo in v Ilirski Bistrici. Študirala je na Pedagoški akademiji (1964–87) v Ljubljani ter po diplomi izredno še na Filozofski fakulteti v Ljubljani, kjer je leta 1960 diplomirala iz slavistike.
Po končanem študiju je najprej delala kot novinarka. Bila je prva urednica šolskih oddaj na Televiziji Ljubljana (s končanim mednarodnim tečajem za šolske TV-oddaje v Rimu), tehnična in kulturna urednica pri revijah Kmečki glas, Otrok in družina ter Rodne grude, terenska reporterka ter direktorica, glavna in odgovorna urednica revije Prosvetni delavec, pisala pa je tudi brošure za Pionirski dom. Zadnja leta službovanja je bila samostojna svetovalka za kulturo pri Komiteju za informiranje Slovenije.
Po upokojitvi je delala kot samostojna umetnica. Bila je članica Društva novinarjev (od leta 1962), Društva slovenskih pisateljev (od leta 1973), Gibanja za kulturo miru in nenasilja (od leta 1983) in PEN kluba (od leta 1991). Je mati dveh otrok: Eva Maurer Škofič (r. 1968) je znana kot prva slovenska klovnesa in sodeluje pri humanitarnem društvu Rdeči noski, Miklavž Maurer Škofič (1962–2015) pa je bil do upokojitve 2010 zaposlen v Slovenski vojski in znan kot eden najboljših slovenskih pilotov helikopterjev; umrl je 2015 v Sierri Leone.

## Delo
Neža Maurer je pisala literaturo za otroke, mladino in odrasle. Največji del njenega opusa zajema poezija, piše pa tudi prozo, publicistiko ter otroške igre. Delovala je kot prevajalka, prevajala je iz nemščine ter slovanskih jezikov.
Pesnica je ustvarjala več kot 60 let. Za svoje delo je prejela tudi nagrade in priznanja, nazadnje zlatnik poezije za življenjsko delo (2010).
Nad osemdeset otroških iger in oddaj je bilo izvedenih na več radijskih postajah.
Antologija njenih 20 pesniških zbirk izšla 2019 pod naslovom Nekaj zelo zelo lepega.

### Knjige za mladino in otroke

#### Poezija
- 1970 - Sončne statve (COBISS)
- 1972 - Kam pa teče voda (COBISS)
- 1975 - Kako spi veverica (COBISS)
- 1980 - Kostanjev škratek (COBISS)
- 1981 - Beli muc (COBISS)
- 1985 - Kadar Vanči riše (COBISS)
- 1986 - Televizijski otroci (COBISS)
- 1987 - Uh, kakšne laži (COBISS)
- 1989 - Iskal sem kukavico (Tražio sam kukavicu) (COBISS)
- 1989 - Bratec Kratekčas (COBISS)
- 1990 - Oče Javor (Tata Javor) (COBISS)
- 1995 - Muca frizerka (COBISS)
- 1996 - Uh, kakšne laži (ponatis) (COBISS)
- 1997 - Kdo (COBISS)
- 1997 - Od srede do petka (COBISS)
- 1997 - Sloni v spačku (COBISS)
- 1997 - Kostanjev škratek (COBISS)
- 2000 - Velik sončen dan (COBISS)
- 2003 - Kdo se oglaša (COBISS)
- 2004 - Zajčkova telovadba (COBISS)
- 2005 - Pišem, berem A,B,C (COBISS)

#### Proza
- 1978 - Čukec (COBISS)
- 1993 - Koruzni punčki (COBISS)
- 1999 - Zvesti jazbec (COBISS)
- 2001 - Dica Prstančica (COBISS)
- 2008 - Ti si moje srce (COBISS)

#### Pesmi na kasetah
- 1992 - Cipa-Copa (uglasbene otroške pesmi – izvaja Jetty Band & Neža Maurer) (COBISS)
- 1994 - On je bil veter (poje Melita Osojnik) (COBISS)
- 1995 - Zeleni škrat Ariel (poje Melita Osojnik) (COBISS)
- 1997 - Rompompom (poje B. Fras)
- 1997 - Poljub višine (poje Melita Osojnik) (COBISS)
- 1998 - Take mačje - take mišje (poje Melita Osojnik in drugi) (COBISS)
- 2000 - Žar ptica (poje Melita Osojnik in drugi) (COBISS)
- 2003 - Nauči me pesmico (poje Melita Osojnik in drugi) (COBISS)
- 2004 - Pesmi Mike-Make
- 2022 - V pesmih je moje življenje: pesmi in biografija (spletni vir /1 datoteka ePUB; ured. in avtorica biografije Liljana Jarh)

### Knjige za odrasle

#### Poezija
- 1969 - Skorja dlani in skorja kruha (COBISS)
- 1973 - Ogenj do zadnjega diha (COBISS)
- 1978 - Čas, ko je vse prav (COBISS)
- 1983 - U službi života (v srbščini) (COBISS)
- 1984 - Tej poti se reče želja (COBISS)
- 1987 - Drevo spoznanja (COBISS)
- 1990 - Kadar ljubimo (COBISS)
- 1991 - Litanije za mir (COBISS)
- 1993 - Od mene k tebi (COBISS)
- 1994 - Leva stran neba (COBISS)
- 1995 - Wenn wir lieben (v nemščini) (COBISS)
- 1995 - The veiled landscape (v angleščini) (COBISS)
- 1997 - Metulj na snegu (COBISS)
- 1999 - Igra za življenje (COBISS)
- Zbrana dela I.del, 2000(COBISS)
- Zbrana dela II. del, 2003 (COBISS)
- Zmenek, 2004(COBISS)
- Raj, 2007 (COBISS)
- Od mene k tebi, 2007 (druga dopolnjena izdaja) (COBISS)
- Na tvojo kožo pišem svoje verze, 2008(COBISS)
- Piramide upanja, 2010 (COBISS)
- Sama sva na svetu - ti in jaz, 2010 (COBISS)
- Piramide upanja, 2020 (spletni vir; Lidija Gačnik Gombač, Liljana Jarh - avtorici dodatnega besedila)

#### Proza
- Zveza mora ostati, 1967 (COBISS)
- Dom za telohov cvet, 1999 (COBISS)
- Velika knjiga pravljic, 1999 (COBISS)

### Prevodi knjig
- 1981 - Zoran Popović: Narobe pravljice (COBISS)
- 1982 - Valerija Skrinjar – Tvrz: Kam potuje cesta (COBISS)
- 1986 - Dragiša Penjin: Kanarček v klobuku (COBISS)
- 1988 - Valerija Skrinjar – Tvrz: Dolina črne reke
- 1990 - Šimo Ešić: Kako nasmejati mamo (COBISS)
- 1999 - Valerija Skrinjar – Tvrz: Dobrinček in mi (COBISS)

### Uglasbene pesmi
Uglasbenih je okrog 450 njenih pesmi, največ otroških, nekaj za odrasle:
- 1961 - Letko, Če portreti oživijo, Puška in pero
- 1986 - Pesem je naš pozdrav – samostojna izdaja, dvajset kastnih uglasbenih pesmi; komponist: Janko Gregorec
- 1991 - Čira-čara in druge čare – zbirka petih pesmi; glasba: Radovan Gobec (COBISS)
- 1993 - Sonce nima hlačk – aber jeden Lump sein Dach – družbeno angažirana igra za mladino in odrasle; Celovec, režija: Z. Haderlamp (COBISS)

### Revije inRTV
- Veliko pesmi je prevedenih in objavljenih po revijah ali predvajanih po radiu v vseh jezikih bivše Jugoslavije, poleg tega še v angleškem, bolgarskem, italijanskem, japonskem, nemškem, poljskem, romunskem, ruskem, španskem in švedskem jeziku.
- Nad osemdeset otroških iger in oddaj je bilo izvedenih na radijskih postajah Ljubljana, Novi Sad, Sarajevo in Zagreb.
- Na osnovi pesmi je posnetih sedem kratkometražnih TV-filmov: pet za otroke (Telerime Neže Maurer – Velik sončen dan, Jesenski veter, Oče javor, Rišem sonce, Jesenske pesmi) ter dva za odrasle.

## Priznanja in nagrade
- 1959 - 1. nagrada za literarno reportažo z delovnih akcij
- 1961 - 1. nagrada za otroško pesem leta - Radio Beograd
- 1964 - vse tri nagrade za otroško pesem leta - Radio Ljubljana
- 1967 - Tomšičeva nagrada za novinarsko delo (potopis)
- 1970 - Plaketa lista Radost (Zagreb)
- 1975 - Plaketa lista Ciciban
- 1980 - Zlata značka ZPM in posebno priznanje Zveze bralnih značk za temeljni prispevek k bralni kulturi slovenske mladine
- 1985 - Srebrna plaketa za posebno prizadevanje pri razvoju novinarstva
- 1985 - Zlata značka ZPM in posebno priznanje Zveze bralnih značk za temeljni prispevek k bralni kulturi slovenske mladine
- 1989 - 1. nagrada Mladike (Trst) za poezijo
- 1989 - Prešernova nagrada Gorenjske za literaturo
- 1991 - Groharjeva nagrada za življenjsko delo
- 1991 - Priznanje Gibanja za kulturo miru in nenasilja
- 1997 - Plaketa mesta Škofja Loka za celoten literarni opus (in častna občanka?)
- 1999 - častna občanka rojstne občine Polzela
- 2005 - častna občanka mesta Škofja Loka
- 2006 - Zlati red za zasluge[2]
- 2008 - Slovenka leta 2008 (razglašena 22. januarja 2009)[3]
- 2010 - Zlatnik poezije za življenjsko delo